# 薩帕爾·伊薩科夫
薩帕爾·朱馬卡德羅維奇·伊薩科夫（羅馬化：Sapar Jumakadyrovich (Jumakadyr uulu) Isakov；1977年7月29日—），曾任吉爾吉斯斯坦總理，在2017年8月25日獲任命；他在代理此職務前曾出任吉爾吉斯斯坦總統辦公室主任和第一副主任。